# Pigen med nålen
Pigen med nålen (La ragazza con l'ago) è un film del 2024 diretto da Magnus von Horn.
Candidato all'Oscar al miglior film internazionale, è ispirato al caso della serial killer danese Dagmar Overbye, che uccise tra i 9 e 25 bambini nati fuori dal matrimonio, fra i quali il suo, tra il 1913 e il 1920. Il film è stato selezionato per competere per la Palma d'oro al 77º Festival di Cannes , dove è stato presentato in anteprima il 15 maggio 2024 con grande successo di critica. È stato nominato uno dei 5 migliori film internazionali del 2024 dal National Board of Review.  È stato candidato come miglior film straniero all'82° Golden Globe Awards e come miglior lungometraggio internazionale alla 97ª cerimonia degli Academy Awards .

## Trama
1919, Karoline è una giovane operaia nella Copenaghen del primo dopoguerra; non è in grado di richiedere un indennizzo per la vedovanza perché suo marito Peter, che non le ha più scritto da quando è stato dispiegato , non è stato dichiarato ufficialmente morto. È costretta a trasferirsi in condizioni squallide, lavorando come sarta con la sua amica Frida in una fabbrica locale. Peter, che è stato brutalmente mutilato in battaglia, torna dopo che Karoline ha iniziato una relazione romantica con il suo capo Jørgen ed è rimasta incinta. Karoline, disgustata da Peter e ottimista su una vita di condizioni migliori con Jørgen, lo rifiuta, ma la madre di Jørgen proibisce ai due di sposarsi.
Rimasta incinta, viene licenziata e si trova sola al mondo. Sola e senza prospettive, Karoline tenta un aborto scadente con un grosso ago nei bagni locali , ma viene fermata da una vecchia donna di nome Dagmar e dalla piccola Erena di 7 anni. Dagmar cura le ferite di Karoline e le ordina di portare il bambino nel suo negozio di dolciumi, dove gestisce segretamente un'attività di ricerca di case per bambini indesiderati. Karoline scopre presto che Peter lavora in un circo locale e i due ricominciano a vivere insieme. Nel frattempo, Peter è assediato da violenti episodi psicotici .
Karoline dà alla luce una figlia. Mentre Peter vuole tenere la bambina, dicendole che non può più averne una sua, Karoline la porta al negozio di dolciumi di Dagmar. Incapace di pagare la parcella di Dagmar, Karoline si offre come balia e inizia a vivere nel negozio. Karoline si sistema nella sua nuova vita, facendo amicizia con Erena, che allatta occasionalmente, e legandosi a Dagmar, che sembra condividere simili sentimenti di solitudine e colpa. Le due donne iniziano ad abusare di etere insieme per divertimento.
Dagmar accetta un neonato abbandonato e lascia che Karoline se ne prenda cura finché non troverà una casa. Mentre Karoline si gode il tempo trascorso con lui, Frida continua a sospettare delle operazioni di Dagmar. Una sera, Erena chiede di allattare e quando Karoline la rifiuta, impegnandosi ad allattare il neonato, Erena tenta di soffocarlo ma viene fermata per un pelo da Karoline. Il giorno dopo, Dagmar porta via il neonato, sostenendo di avergli trovato una famiglia. Preoccupata che ciò sia una ritorsione per il trattamento riservato a Erena, Karoline segue Dagmar e rimane inorridita nel vederla strangolare a morte il neonato prima di gettarne il corpo in una fogna. Al negozio di dolciumi, Karoline affronta Dagmar, che ammette di aver ucciso tutti i bambini che ha collezionato, inclusa la figlia di Karoline, sostenendo di non voler crescere qualcosa di così innocente in un mondo crudele. Dagmar inizia a somministrare dosi massicce di etere a Karoline.
Frida, avendo saputo dei servizi di Dagmar da Karoline, si reca da un'amica che lascia il suo bambino indesiderato al negozio, ma diventa sempre più inquieta quando intravede una disorientata Karoline. Dagmar cerca di convincere Karoline a uccidere il bambino e le due litigano, soffocandolo accidentalmente a morte. Più tardi, la donna torna a prendere il suo bambino, pentendosi di averlo lasciato e minacciando di chiamare la polizia se non glielo restituirà. Mentre Dagmar va nel panico, Karoline salta fuori da una finestra .
La polizia arresta Dagmar e manda Erena in un orfanotrofio. Karoline, sopravvissuta alla caduta, va al circo itinerante con cui ora vive Peter. I due si riconciliano e Karoline viene svezzata dall'etere con il supporto di Peter. Karoline mente al marito riguardo al destino del suo bambino. Dagmar viene processata in tribunale per i suoi crimini, dove protegge Karoline dall'associazione e difende la sua decisione di risparmiare ai bambini indesiderati vite di povertà. Qualche tempo dopo, Karoline adotta Erena dall'orfanotrofio.

## Promozione
La prima clip del film è stata diffusa online il 10 maggio 2024, seguito dal trailer l'11 novembre 2024.

## Distribuzione
Il film è stato presentato in anteprima il 15 maggio 2024 al 77º Festival di Cannes. È stato distribuito nelle sale cinematografiche polacche a partire dal 17 gennaio 2025, mentre in quelle danesi e svedesi dal 23 gennaio seguente.

## Accoglienza

### Critica
Il film ha ricevuto una buona accoglienza critica sin dalla sua apparizione a Cannes. Il critico Giancarlo Zappoli su Mymovies loda il regista perché "riesce a portare sullo schermo la lotta, spesso impari, per conservare una purezza d'animo", e anche Simone Bisantino su Nocturno apprezza questa "fiaba gotica sulle atrocità della vita e sui lati oscuri della maternità". Più misurato invece il giudizio di Simone Emiliani su Sentieri Selvaggi: "Quello del cineasta è sicuramente uno sguardo interessante che andrebbe depurato di una cinefilia che smorza la crudeltà".

## Riconoscimenti
- 2025 – Premio Oscar
  - Candidatura per il miglior film internazionale (Danimarca)
- 2025 – Golden Globe
  - Candidatura per il miglior film straniero
- 2024 – Festival di Cannes
  - In concorso per la Palma d'oro
- 2024 – European Film Awards
  - Miglior scenografia a Jagna Dobesz
  - Miglior colonna sonora a Frederikke Hoffmeier
  - Candidatura per la miglior attrice a Trine Dyrholm
  - Candidatura per la miglior attrice a Vic Carmen Sonne
  - Candidatura per la miglior sceneggiatura a Magnus von Horn e Line Langebek
- 2024 – National Board of Review
  - Migliori cinque film stranieri
- 2024 – San Diego Film Critics Society
  - Candidatura per il miglior film straniero